# ارمنی‌های بریتانیا
ارمنی‌های بریتانیا به شهروندان و دارندگان اقامت دائم بریتانیا با پس زمینه قومی ارمنی  گفته می‌شود. از قرن هجدهم میلادی مهاجرت پراکنده‌ای از ارمنستان به بریتانیا صورت گرفته‌است که بیشترین هجوم پس از جنگ جهانی دوم بوده‌است. بیشتر آنها در شهرهای بزرگ لندن و منچستر مستقر هستند. در سرشماری ۲۰۰۱ بریتانیا ۵۸۹ نفر متولد ارمنستان که در بریتانیا زندگی می‌کنند ثبت شده‌اند، و در سال ۲۰۱۳، اداره آمار ملی تخمین زده‌است که ۱٬۲۳۵ نفر از ساکنین بریتانیا در ارمنستان به‌دنیا آمده‌اند و تعداد اتباع ارمنستان ۱٬۷۲۰ نفر است، هرچند که توسط کنفرانس دیاسپورای ارمنی تخمین زده شده‌است که حداکثر ۱۸۰۰۰ ارمنی وجود دارد از جمله کسانی که متولد بریتانیا و از تبار ارمنی هستند و در بریتانیا زندگی می‌کنند.

## تاریخ
آنتونیا گرانسدن (استاد دانشگاه ناتینگهام) در مورد بازدید از صومعه سنت آلبنز در سال ۱۲۲۸ از اسقف اعظم ارمنستان و در سال ۱۲۵۲ از گروه ارامنه می‌نویسد. اولین جامعه ارامنه در بریتانیا در قرن نوزدهم در منچستر شکل گرفت. تعدادی از تجار نساجی، تولیدکنندگان کوچک و خرده‌فروشان، در سال ۱۸۷۰ اولین کلیسای ارمنی در بریتانیا (کلیسای مقدس ترینیتی واقع در منچستر) را افتتاح کردند. در سال ۱۸۹۶ حدود ۵۰۰ ارمنی در لندن زندگی می‌کردند.